# Ilderico
Ilderico (in vandalo: Hildirîx, in latino: Ildericus; 460 circa – 533) è stato Re dei Vandali e Alani, dal 523 al 530, è stato il penultimo sovrano del Regno Vandalo del Nordafrica. Ebbe un ruolo fondamentale nella scomparsa di quest'ultimo, avvenuta nel 534.

## Biografia
Nonostante i suoi nobili natali già prima della sua salita al trono diventò inviso dalla maggior parte della popolazione poiché, invece di praticare l'arianesimo come i suoi predecessori, Ilderico, così indotto dalla madre, si era da tempo convertito al credo niceno, suscitando non poche critiche. A renderlo ulteriormente impopolare di fronte alla propria gente fu il suo carattere imbelle e la sua omosessualità, considerata dai Vandali come estremamente riprovevole.
Il regno di Ilderico viene ricordato per le eccellenti relazioni che vennero a instaurarsi tra questi e l'Impero Bizantino, a quel tempo guidato da Giustiniano I, che governava per conto dell'imperatore Giustino I, a cui subentrò nel 527 e che vedeva in lui un alleato perché cattolico, discendente da un'importante famiglia di antica nobiltà romana e poiché, prima di salire sul trono, tra il 484 e il 523, aveva vissuto per quasi quarant'anni a Costantinopoli, al seguito della ripudiata Eudocia, dove era rimasto in ottimi rapporti con i membri della corte imperiale, dando l'impressione alla nobiltà vandala di essere in soggezione nei confronti dell'imperatore di Bisanzio. Ilderico, nonostante avesse promesso a Trasamondo, sul letto di morte, che avrebbe proseguito la sua politica anticattolica, richiamò gli esuli, restituì le chiese agli ortodossi e permise la nomina di un nuovo vescovo cattolico a Cartagine, capitale dello stato, e molti Vandali iniziarono a convertirsi al cattolicesimo. Questo allarmò la nobiltà vandala, strettamente legata alla religione ariana e alle proprie tradizioni.
Amalafrida, la vedova del suo predecessore, suo cugino Trasamondo, e la sua guardia ostrogota reagirono ma i Goti finirono massacrati e l'ex regina in carcere. Il re degli Ostrogoti, Teodorico, nel 526, allestì una flotta per vendicare l'affronto, ma, prima di salpare, morì.
Poiché infine al momento della sua ascesa al trono Ilderico aveva all'incirca sessant'anni ed era poco propenso ad occuparsi di questioni militari, preferendo a queste i libri di filosofia e la compagnia dei giovani efebi, si disinteressò completamente delle operazioni belliche dei Vandali e delegò per esse il proprio cugino Hoamer.
Ilderico dovette contrastare la ribellione dei Mauri, iniziata con Trasamondo, che ormai controllavano la Mauritania Tingitana, la Mauritania Sitifense e la Numidia meridionale e dal 525 anche la Mauritania Cesariense, esclusa la capitale, Cesarea; inoltre nei suoi sette anni di governo l'esercito Vandalo subì numerose sconfitte da parte dei Berberi che strapparono al Regno la Tripolitana. 
Ilderico, nel 530, in soccorso di Cesarea, inviò un esercito, che fu battuto. Al rientro dell'esercito sconfitto, la nobiltà vandala, stanca di questo stato di cose (Ilderico, da sempre era sentito estraneo filocattolico, filobizantino e poco combattivo), dopo sette anni di regno, nel 530, con un colpo di Stato, lo depose e lo incarcerò con i suoi collaboratori, e, al suo posto, instaurò il capo della rivolta, Gelimero, cugino di Ilderico e come tale facente parte della casata degli Hastingi, il quale si presentò come il difensore della religione dei padri. Dopo essere stato proclamato Re dei Vandali e degli Alani, reinstaurò l'arianesimo come religione di Stato. Ilderico fu tenuto in carcere ma non venne ucciso.
Giustiniano I, che vedeva in Ilderico un alleato e un prezioso interlocutore nel precario equilibrio in cui era venuto a trovarsi il bacino mediterraneo, protestò aspramente contro Gelimero e impose il ritorno al potere di Ilderico. Quando Gelimero rifiutò dichiarò nel 533 guerra ai Vandali. Ilderico fu allora ucciso per ordine del nuovo re.

### Origini
Ilderico fu il nipote del leggendario re Genserico, che fondò il regno dei Vandali in Africa. Suo padre fu il figlio primogenito di quest'ultimo, Unerico, e sua madre fu Eudocia, la figlia dell'imperatore romano Valentiniano III.

## Ascendenza
|                                 |                                          |                                 | Genitori                          |  |  | Nonni                            |  |  | Bisnonni                  |  |
|                                 |                                          |                                 |                                   |  |  | Genserico, Re di Vandali e Alani |  |  | Godigisel, Re dei Vandali |  |
|                                 |                                          |                                 |                                   |  |  | Genserico, Re di Vandali e Alani |  |  | Godigisel, Re dei Vandali |  |
|                                 |                                          | …                               |                                   |  |  | Genserico, Re di Vandali e Alani |  |  |                           |  |
| Unerico, Re di Vandali e Alani  |                                          |                                 |                                   |  |  | Genserico, Re di Vandali e Alani |  |  |                           |  |
|                                 |                                          | …                               | …                                 |  |  |                                  |  |  |                           |  |
|                                 |                                          | …                               | …                                 |  |  |                                  |  |  |                           |  |
|                                 |                                          | …                               | …                                 |  |  |                                  |  |  |                           |  |
| Ilderico, Re di Vandali e Alani |                                          | …                               |                                   |  |  |                                  |  |  |                           |  |
|                                 | Valentiniano III, imperatore d'Occidente | Costanzo III, imperatore romano |                                   |  |  |                                  |  |  |                           |  |
|                                 | Valentiniano III, imperatore d'Occidente | Costanzo III, imperatore romano |                                   |  |  |                                  |  |  |                           |  |
|                                 | Valentiniano III, imperatore d'Occidente | Galla Placidia                  |                                   |  |  |                                  |  |  |                           |  |
| Eudocia                         | Valentiniano III, imperatore d'Occidente |                                 |                                   |  |  |                                  |  |  |                           |  |
|                                 |                                          | Licinia Eudossia                | Teodosio II, imperatore d'Oriente |  |  |                                  |  |  |                           |  |
|                                 |                                          | Licinia Eudossia                | Teodosio II, imperatore d'Oriente |  |  |                                  |  |  |                           |  |
|                                 |                                          | Licinia Eudossia                | Elia Eudocia                      |  |  |                                  |  |  |                           |  |
|                                 |                                          | Licinia Eudossia                |                                   |  |  |                                  |  |  |                           |  |